# ۲۵ شوال
۲۵ شوال، بیست و پنجمین روز ماه شوال در تقویم هجری قمری است.
در تقویم هجری قمری قراردادی این روز دویست و نود و یکمین روز سال است.

## مرگ‌ها
- ۱۴۸ ‐ کشته‌شدن جعفر صادق، ششمین امام شیعیان[۱]